# ティターニア
ティターニア（英: Titania）またはタイテーニアは、ウィリアム・シェイクスピアの戯曲『夏の夜の夢』に登場する妖精の女王である。シェイクスピアの影響によって、後世のフィクションでは妖精の女王である登場人物に対して「ティターニア」という名前がよく用いられる。

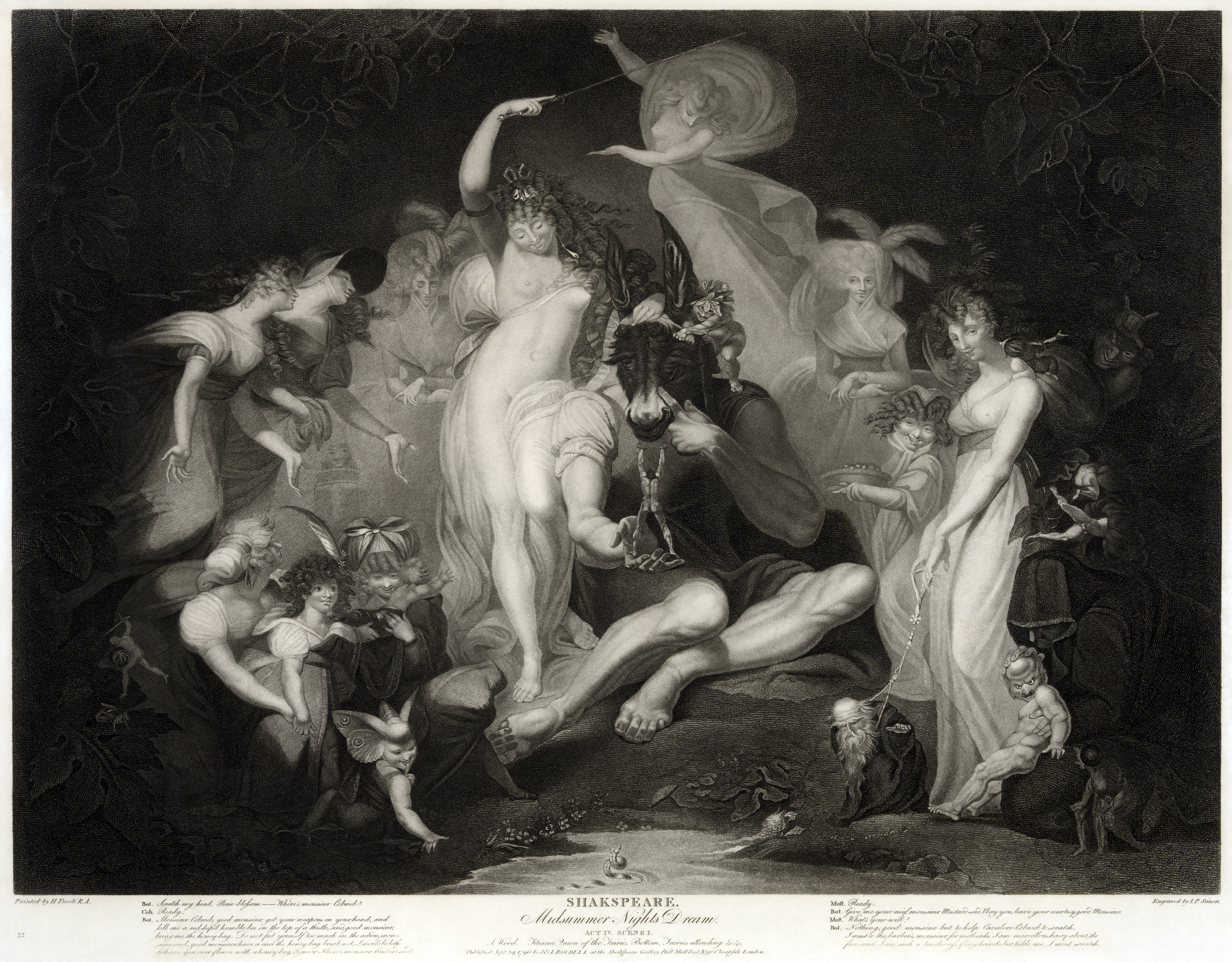
『夏の夜の夢』第4幕、第1場。 妖精たちを伴うティターニア。中央にロバの頭を持った織工ボトム。ヨハン・ハインリヒ・フュースリーの絵画を銅版画にしたもの（1796年）。

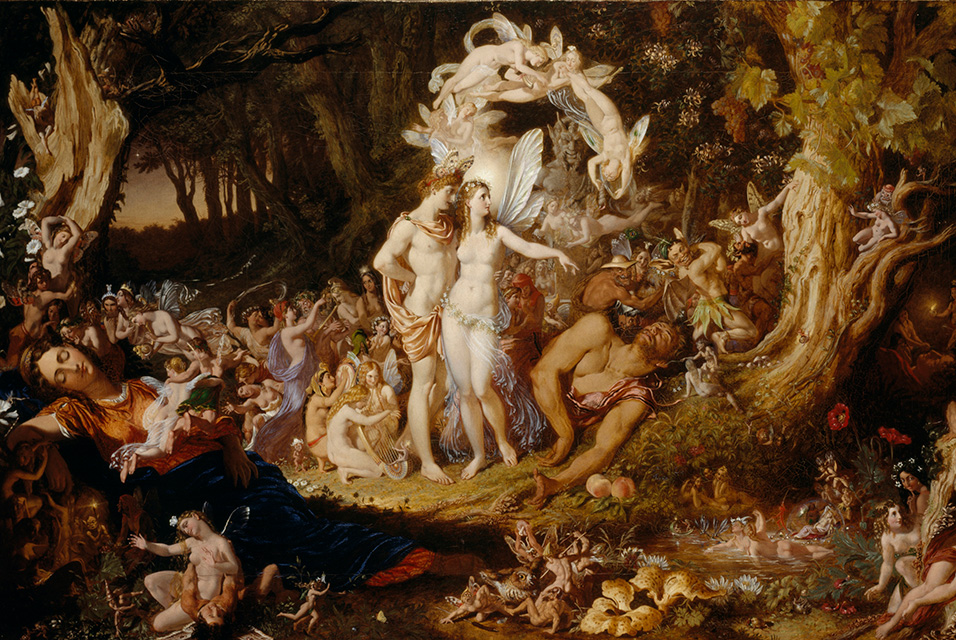
『オーベロンとティターニアの和解』（1847年）、サー・ジョゼフ・ノエル・ペイトン作

## 『夏の夜の夢』におけるティターニア
伝統的な民話では、妖精の女王に対して名前はつけられていなかった。シェイクスピアは、オウィディウスの『変身物語』から「タイターンの娘たち」を表す呼称である「ティターニア」を取って『夏の夜の夢』で妖精の女王の名前として使用した。一方、『ロミオとジュリエット』においては、妖精の女王としてマッブ (Queen Mab) の名前が言及されている。
『夏の夜の夢』において、ティターニアは非常に誇りの高い存在であり、夫であるオーベロンと同等の力を有している。ティターニアたちのどちらが取り替え子を手に入れるべきかという夫婦喧嘩が、戯曲の他の登場人物たちを争いと混乱に駆り立てる原因となっている。オーベロンの従者であるパックがかけた魔法により、ティターニアはアテネの織工で素人芝居の主役をする予定だったニック・ボトムへの恋に落ちてしまう。そのときのボトムは、彼の性格に似つかわしいと感じたパックによって、ロバの頭をつけられていた。

### 人間の死すべき定めに対する妖精たちの見方
『夏の夜の夢』第2幕において、ティターニアはアテナイ人たちを「死すべき定めの人間たち」として言及している。人文学者ジョン・リグビー・ヘイルはこの部分を、妖精の観点から人間の死すべき定めに関して言及していると解釈しており、シェイクスピアのあらゆる登場人物の視点から記述する能力の表れとしている。ティターニアの「死すべき定め」という言葉の使い方には、若者たちを見下していると同時に彼らに同情している心情が現れている。

## その他の創作上の言及
後年には、ティターニアは多くの絵画、詩、戯曲、あるいはグラフィックノベルにまで登場している。 
- ヨハン・ヴォルフガング・フォン・ゲーテはシェイクスピアの作品から人物を『ファウスト 第一部』に取り入れた。ティターニアはオーベロンと結婚しており、夫婦の金婚式が『ファウスト 第一部』で祝われている。
- チタニアは、天王星の衛星で最大のものであり、他の衛星と同様にシェイクスピアおよびアレキサンダー・ポープの作品の登場人物から名づけられた。
- アルフレッド・テニスンの戯曲『森の住人たち（英語版）』はロビン・フッドの物語であるが、妖精の女王ティターニアについての短い節がある。